# Great Western (Schiff)
Die Great Western war ein Passagier-Raddampfer, der vom Eisenbahn-Ingenieur Isambard Kingdom Brunel (1806–1859) konstruiert wurde. Sie war das größte Dampfschiff ihrer Zeit und gewann 1838 auf dem West- sowie dem Ostkurs jeweils das Blaue Band.

## Geschichte
Das Schiff wurde von der Great Western Steamship Company betrieben und war das erste Dampfschiff, das speziell für den Transatlantik-Passagierdienst gebaut wurde. Sein Rumpf war in traditioneller Holzbauweise errichtet und mit Eisenplatten verstärkt.
Die Great Western hatte zwei Schaufelräder. Diese wurden von zwei Seitenbalanciermaschinen mit einer Nennleistung von je 225 PS angetrieben (2-Zylinder-Dampfmaschine von Maudslay, Sons and Field). Die Zylinder hatten einen Durchmesser von 1.867 mm und einen Kolbenhub von 2.134 mm.
Der Dampf wurde in vier Rauchrohr-Schiffskesseln mit je drei Feuerungen erzeugt. Die Kohlebunker fassten 800 t Kohle und konnten geflutet werden, wenn die Kohle verbraucht war. Die Schaufelräder hatten viergeteilte Gelenkschaufeln. Diese wurden mit einer Zykloidensteuerung senkrecht in das Wasser eingetaucht und liefen deshalb ruhiger als Radialschaufeln.
Am 8. April 1838 lief die Great Western im englischen Bristol zu ihrer Jungfernfahrt nach New York aus. Mit nur 24 Erste-Klasse-Passagieren an Bord war das Schiff deutlich unausgelastet. Nach 15 Tagen auf See erreichte das Schiff New York. Auf dieser Fahrt schlug sie mit einer Durchschnittsgeschwindigkeit von 8,66 Knoten die Sirius und gewann das Blaue Band.
Bis 1846 war die Great Western im Atlantik-Verkehr als Passagierschiff im Dienst. Während des Krimkrieges fungierte sie als Truppentransporter, bis sie 1856 schließlich in Millbank abgewrackt wurde.

## Trivia
Der Plastikmodell-Hersteller Airfix produzierte in den 1970er Jahren einen Bausatz der S.S. Great Western im Maßstab 1 : 180. Das Modell wurde zum 200. Geburtstag von Brunel 2006 mit der Artikelnummer 08252G neu aufgelegt. Aktuell ist es als Bausatz der Vintage Collection wieder bei Airfix erhältlich.